# Salernitana Calcio 1919 2006-2007
Questa pagina raccoglie i dati riguardanti la Salernitana Calcio 1919 nelle competizioni ufficiali della stagione 2006-2007.

## Stagione
"La Salernitana dei Salernitani" è il motto con il quale parte la stagione 2006-2007. Per avvicinare la tifoseria alla squadra, infatti, la Società decide di affidarsi a molti professionisti nativi della città stessa.
Sicché in panchina arriva il salernitano Raffaele Novelli, già allenatore della Squadra Primavera nella Salernitana 2004-2005 così come salernitani sono anche il nuovo Direttore sportivo Enrico Coscia, ex responsabile del settore giovanile granata ai tempi del presidente Aliberti, e molti calciatori che vengono ingaggiati tra i quali il futuro capitano Russo. 
Nonostante i buoni propositi, l'inizio della stagione non è dei più rosei, se si considerano le immediate eliminazioni nelle coppe nazionali: (2-3) a Salerno per il Brescia nella Coppa Italia Nazionale e fuori dalla Coppa Italia di Serie C con lo (0-0) interno ed il (2-0) a Sorrento per i padroni di casa con conseguente eliminazione.
In campionato la squadra granata viene inserita nel girone B della Serie C1. Una sonora sconfitta (4-0) in novembre ad Avellino fa incrinare qualcosa nello spogliatoio, ed il 16 gennaio 2007 dopo la sconfitta (1-0) di Martina Franca, l'allenatore Raffaele Novelli viene sostituito dal tecnico padovano Gianfranco Bellotto, che eredita una squadra al sesto posto della classifica. Pochi giorni dopo anche il D.S. Enrico Coscia rassegna le dimissioni, in polemica col presidente Lombardi. L'allenatore veneto a conti fatti, fa peggio del suo predecessore, ed il campionato dei granata va a chiudersi con un deludente 10º posto, quando invece l'obiettivo stagionale era il ritorno in Serie B, o almeno i Play-off.

## Divise e sponsor
Lo sponsor tecnico per la stagione 2006-2007 è Legea, mentre gli sponsor ufficiali sono Santagata e Mercedes-Benz Fortunati.
| Casa |

## Organigramma
| - Presidente: Antonio Lombardi - Direttore Sportivo: Enrico Coscia | - Allenatore: Raffaele Novelli poi Gianfranco Bellotto - Allenatore in seconda: Antonio Gargiulo - Preparatore Atletico: Carmine Baglieri - Preparatore Atletico-Collaboratore: Antonio Dell'Oglio - Preparatore Portieri: Luigi Genovese | - Responsabile Sanitario: Renato Acanfora - Fisioterapista: Agostino Santaniello - Massaggiatore: Remigio Del Sole - Segretario Generale: Sergio Leoni - Team Manager: Salvatore Avallone |

## Rosa
| N. |                   | Ruolo | Calciatore           |
| -- | ----------------- | ----- | -------------------- |
|    | Italia (bandiera) | P     | Francesco Mancini    |
|    | Italia (bandiera) | P     | Lorenzo Prisco       |
|    | Italia (bandiera) | P     | Piero Robertiello    |
|    | Italia (bandiera) | D     | Valerio Visconti     |
|    | Italia (bandiera) | D     | Dario Bergamelli     |
|    | Italia (bandiera) | D     | Roberto Cardinale    |
|    | Italia (bandiera) | D     | Mauro Coppini        |
|    | Italia (bandiera) | D     | Carmine Gaeta        |
|    | Italia (bandiera) | D     | Gianluca Grassadonia |
|    | Italia (bandiera) | D     | Ivanoe Lanzara       |
|    | Italia (bandiera) | D     | Giovanni Orfei       |
|    | Italia (bandiera) | D     | Luigi Panarelli      |
|    | Italia (bandiera) | D     | Giampaolo Parisi     |
|    | Italia (bandiera) | D     | Andrea Pierro        |
|    | Italia (bandiera) | D     | Giuseppe Pisani      |
|    | Italia (bandiera) | D     | Tommaso Romito       |
|    | Italia (bandiera) | D     | Angelo Siniscalchi   |
|    | Italia (bandiera) | C     | Cristian Agnelli     |
|    | Italia (bandiera) | C     | Andrea Cammarota     |

| N. |                      | Ruolo | Calciatore            |  |
| -- | -------------------- | ----- | --------------------- |  |
|    | Italia (bandiera)    | C     | Fabrizio Caracciolo   |  |
|    | Italia (bandiera)    | C     | Alberto Filippini     |  |
|    | Italia (bandiera)    | C     | Vincenzo Fusco        |  |
|    | Argentina (bandiera) | C     | Cesar Emmanuel Morete |  |
|    | Italia (bandiera)    | C     | Salvatore Russo ()    |  |
|    | Italia (bandiera)    | C     | Nathan Schiavon       |  |
|    | Italia (bandiera)    | C     | Alessio Sestu         |  |
|    | Italia (bandiera)    | C     | Evans Soligo          |  |
|    | Slovenia (bandiera)  | C     | Rok Štraus            |  |
|    | Italia (bandiera)    | C     | Andrea Stucchi        |  |
|    | Italia (bandiera)    | C     | Stefano Volpe         |  |
|    | Argentina (bandiera) | A     | Juan Manuel Aróstegui |  |
|    | Italia (bandiera)    | A     | Leonardo Bardeggia    |  |
|    | Italia (bandiera)    | A     | Roberto Colussi       |  |
|    | Italia (bandiera)    | A     | Leonardo Bardeggia    |  |
|    | Italia (bandiera)    | A     | Emanuele Ferraro      |  |
|    | Italia (bandiera)    | A     | Umberto Improta       |  |
|    | Italia (bandiera)    | A     | Roberto Magliocco     |  |
|    | Italia (bandiera)    | A     | Italo Mattioli        |  |

## Risultati

### Campionato

#### Girone di andata
| Arbitro: | Giancola (Vasto) |

|                             |           |  |
| E. Ferraro 24’ Mattioli 29’ | Marcatori |  |

| Arbitro: | Vuoto (Livorno) |

|                                                     |           |  |
| A. Villa 12’ Ceccarelli 14’ Tedoldi 35’ Di Maio 85’ | Marcatori |  |

| Arbitro: | Lupo (Matera) |

|                                        |           |                           |
| Sestu 6’ E. Ferraro 22’, 47’ Fusco 89’ | Marcatori | 9’ G. Califano 20’ Giglio |

| Arbitro: | Gallione (Alessandria) |

|                       |           |  |
| Tozzi Borsoi 28’, 39’ | Marcatori |  |

| Arbitro: | Ruini (Reggio Emilia) |

|                                                 |           |                    |
| E. Ferraro 9’, 29’, 56’ Sestu 12’ Magliocco 89’ | Marcatori | 48’ (rig.) Morante |

| Arbitro: | Scoditti (Bologna) |

|                                     |           |                    |
| Myrtaj 22’ (rig.) V. Migliaccio 69’ | Marcatori | 63’ (aut.) Filippi |

| Arbitro: | Baracani (Firenze) |

|                      |           |  |
| E. Ferraro 4’ (rig.) | Marcatori |  |

| Arbitro: | Mannella (Avezzano) |

|                     |           |               |
| Succi 28’ Volpe 64’ | Marcatori | 14’ Cammarota |

| Arbitro: | Tommasi (Bassano del Grappa) |

|               |           |  |
| Cammarota 80’ | Marcatori |  |

| Arbitro: | Calvarese (Teramo) |

|                                                             |           |  |
| G. Grieco 43’ V. Moretti 45+3’ Biancolino 53’ V. Riccio 89’ | Marcatori |  |

| Salerno 12 novembre 2006 11ª giornata | Salernitana      | 0 – 0 | Foggia | Stadio Arechi (5159 spett.)\| Arbitro: \| Pinzani (Empoli) \| |
| Arbitro:                              | Pinzani (Empoli) |       |        |                                                               |

| Ancona 19 novembre 2006 12ª giornata | Ancona          | 0 – 0 | Salernitana | Stadio del Conero (2674 spett.)\| Arbitro: \| Peruzzo (Schio) \| |
| Arbitro:                             | Peruzzo (Schio) |       |             |                                                                  |

| Arbitro: | Candussio (Cervignano del Friuli) |

|                                   |           |                                      |
| Mattioli 1’ E. Ferraro 21’ (rig.) | Marcatori | 45+2’ Leone 90+2’ (aut.) Siniscalchi |

| Arbitro: | Paparazzo (Catanzaro) |

|                            |           |                |
| Deflorio 39’ Caccavale 87’ | Marcatori | 52’ E. Ferraro |

| Arbitro: | Nasca (Bari) |

|                        |           |           |
| Mattioli 24’ Sestu 86’ | Marcatori | 72’ Croce |

| Arbitro: | Zega (Fermo) |

|  |           |           |
|  | Marcatori | 43’ Sestu |

| Salerno 23 dicembre 2006 17ª giornata | Salernitana          | 0 – 0 | Cavese | Stadio Arechi (15589 spett.)\| Arbitro: \| Palazzino (Ciampino) \| |
| Arbitro:                              | Palazzino (Ciampino) |       |        |                                                                    |

#### Girone di ritorno
| Arbitro: | Barbirati (Ferrara) |

|             |           |  |
| Scoponi 49’ | Marcatori |  |

| Arbitro: | Zanichelli (Genova) |

|                    |           |  |
| R. Cardinale 45+1’ | Marcatori |  |

| Arbitro: | Valeri (Roma) |

|          |           |  |
| Nigro 6’ | Marcatori |  |

| Arbitro: | Nicodano (Milano) |

|            |           |                        |
| Agnelli 8’ | Marcatori | 90+2’ (rig.) Bonfiglio |

| Arbitro: | Barletta (Bernalda) |

|  |           |                          |
|  | Marcatori | 29’ E. Ferraro 55’ Sestu |

| Arbitro: | Vuoto (Livorno) |

|                |           |  |
| E. Ferraro 85’ | Marcatori |  |

| Arbitro: | Cavarretta (Trapani) |

|               |           |          |
| Mocarelli 18’ | Marcatori | 9’ Sestu |

| Arbitro: | Peruzzo (Schio) |

|  |           |              |
|  | Marcatori | 42’ Chianese |

| Arbitro: | Forconi (Aprilia) |

|                 |           |  |
| A. Esposito 67’ | Marcatori |  |

| Arbitro: | Valeri (Roma) |

|              |           |                |
| S. Russo 12’ | Marcatori | 87’ Biancolino |

| Arbitro: | Didato (Agrigento) |

|                                               |           |  |
| Salgado 9’ (rig.) Pecchia 85’ Chiaretti 90+5’ | Marcatori |  |

| Arbitro: | Tozzi (Lido di Ostia) |

|                                           |           |                                             |
| E. Ferraro 1’, 45+1’ Soligo 39’ Sestu 47’ | Marcatori | 17’ (rig.) Rizzato 43’ Docente 90+4’ Mendil |

| Arbitro: | Santonocito (Abbiategrasso) |

|                    |           |                |
| L.G. Sacilotto 25’ | Marcatori | 63’ E. Ferraro |

| Arbitro: | Palazzino (Ciampino) |

|  |           |               |
|  | Marcatori | 62’ Cammarata |

| Arbitro: | Grazioli (Maniago) |

|                           |           |                       |
| Antenucci 44’ (rig.), 65’ | Marcatori | 38’ Agnelli 78’ Sestu |

| Arbitro: | Valentini (Città di Castello) |

|               |           |                 |
| T. Romito 37’ | Marcatori | 76’ W. Piccioni |

| Arbitro: | Baracani (Firenze) |

|              |           |                |
| G. Russo 38’ | Marcatori | 58’ E. Ferraro |

## Classifica finale
|  |     | Classifica 2006-07 | Pt | G  | V  | N  | P  | GF | GS | DR |
|  | --- | ------------------ | -- | -- | -- | -- | -- | -- | -- | -- |
|  | 10. | Salernitana        | 44 | 34 | 11 | 11 | 12 | 37 | 41 | -4 |

### Coppa Italia
| Arbitro: | Trefoloni (Siena) |

|                                      |           |                                       |
| E. Ferraro 28’ (rig.) U. Improta 72’ | Marcatori | 55’ Possanzini 64’ Jadid 71’ Del Nero |

#### Secondo turno
| Salerno 18 ottobre 2006 Andata | Salernitana  | 0 – 0 | Sorrento | Stadio Arechi\| Arbitro: \| Zonno (Bari) \| |
| Arbitro:                       | Zonno (Bari) |       |          |                                             |

| Arbitro: | Stallone (Foggia) |

|                       |           |  |
| Rastelli 16’ Teta 37’ | Marcatori |  |